# Пертингентив
Пертингентив је граматички падеж који је пронађен у тлингитском језику. Користи се да означи неку особу или предмет који додирује неки други објекат, као на пример, на српском, 'столица додирује сто'.